# Petit-Goâve

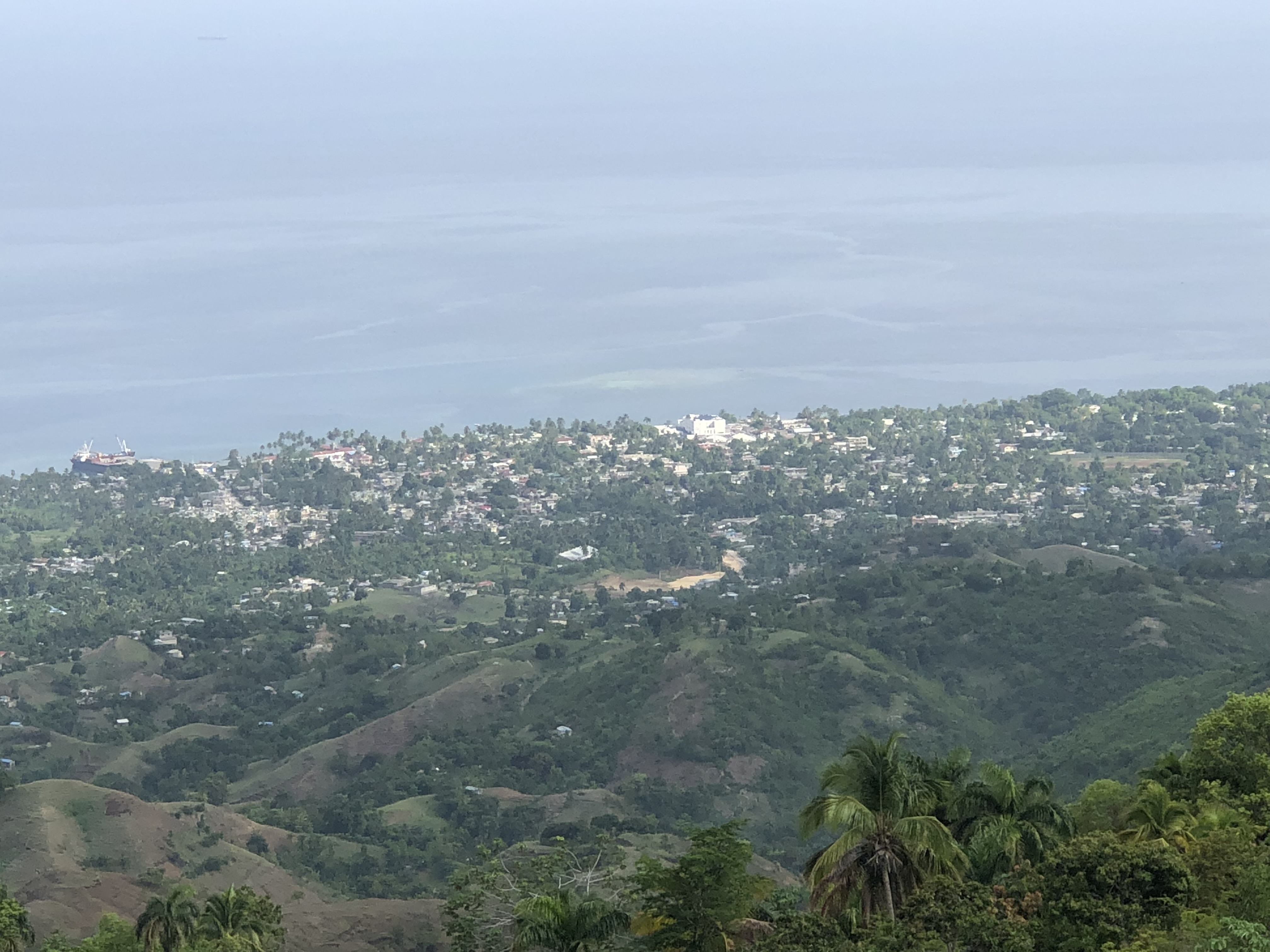
Vista de la ciudad de Petit-Goâve

Petit-Goâve (en criollo haitiano Tigwav) es una comuna de Haití que está situada en el distrito de Léogâne, del departamento de Oeste. Es referido a veces en español como Pitiguao.

## Historia
Petit-Goâve es una de las ciudades más antiguas del país, y fue denominada Goâve por los amerindios. Los españoles la llamaron Aguava a finales del siglo XVI, y con la colonización francesa, la ciudad fue dividida en dos: Grand-Goâve (Gran Goâve) y Petit-Goâve (Pequeño Goâve). Petit-Goâve se convirtió en una rica ciudad de la mitad occidental de La Española y se convirtió por un tiempo breve en la precapita de la próspera colonia de Saint-Domingue.

### Terremoto de enero de 2010
Petit-Goâve fue especialmente afectado por el terremoto que sacudió Haití el 12 de enero de 2010. El 20 de enero, se produjo una fuerte réplica de magnitud 5,9 Mw en Haití. Según informó el Servicio Geológico de los Estados Unidos, el epicentro estaba situado casi con exactitud debajo de Petit-Goâve.

## Secciones
Está formado por las secciones de:
- Bino (también denominada Première Plaine y que abarca el barrio de Vialet)
- Delatre
- Trou Chouchou
- Fond Arabie
- Trou Canari
- Trou Canari
- Les Platons
- Les Platons
- Les Palmes
- Les Palmes
- Ravine Sèche
- Les Fourques

## Demografía
| Gráfica de evolución demográfica de Petit-Goâve entre 2009 y 2015 |
|                                                                   |

Los datos demográficos contemplados en este gráfico de la comuna de Petit-Goâve son estimaciones que se han cogido de 2009 a 2015 de la página del Instituto Haitiano de Estadística e Informática (IHSI). 

## Infraestructuras
Petit-Goâve dispone de un hospital, Notre-Dame de Petit-Goâve. Sin embargo, en febrero de 2010, este hospital era prácticamente inutilizable debido a los daños producidos por el terremoto.